# Eláti (ort i Grekland, Epirus)
Eláti är en ort i Grekland.   Den ligger i prefekturen Nomós Ártas och regionen Epirus, i den centrala delen av landet, 250 km nordväst om huvudstaden Aten. Eláti ligger 764 meter över havet och antalet invånare är 182.
Terrängen runt Eláti är bergig österut, men västerut är den kuperad. Runt Eláti är det glesbefolkat, med 13 invånare per kvadratkilometer. Närmaste större samhälle är Voulgaréli, 14,2 km nordväst om Eláti. I omgivningarna runt Eláti växer i huvudsak blandskog.